# Ан Сан
Ан Сан (кор. 안산; род. 27 февраля 2001, Кванджу) — южнокорейская лучница, выступающая в соревнованиях по стрельбе из олимпийского лука. Трёхкратная олимпийская чемпионка 2020 года, двукратная чемпионка мира.

## Биография
Родилась 27 февраля 2001 года в городе Кванджу. Стрельбой из лука начала заниматься в школьные годы.
Дебютировала на международном уровне на чемпионате мира по стрельбе из лука в Берлине в 2019 году, где выиграла золотую медаль в женских соревнованиях.
Училась в женском университете Кванджу.

## Карьера
Начала заниматься спортом во время обучения в начальной школе.
Выиграла серебряную медаль в смешанных командных соревнованиях на чемпионате мира по стрельбе из лука среди юношей и девушек 2017 года.
В 2018 году Ан Сан выступила на третьем этапе Кубка Азии по стрельбе из лука на Тайване. В индивидуальном первенстве она завоевала серебряную медаль, уступив в финальном поединке соотечественнице Чхве Минсон со счётом 0:6. На пути к матчу за золото она победила другую кореянку Пак Ми Гён, индианку Прачи Сингх, филиппинку Николь Талье и У Цзе Янь из Гонконга. Также Ан Сан завоевала ещё одно серебро в составе женской сборной. Кореянки в финале проиграли хозяйкам турнира из Тайваня.
В 2019 году Ан Сан выиграла золотую медаль на этапе Кубка мира в Берлине. В финальном поединке она победила Чон Ина из Южной Кореи с сухим счётом, что позволило ей выступить на Финале Кубка мира в Москве. На том же этапе она завоевала золотую медаль в миксте в паре с О Джин Хёком. 23 июля стало известно, что Ан Сан снялась с Финала Кубка мира.
Ан Сан выступила на тестовых соревнованиях, которые проводились в июле 2019 года на будущей арене Олимпийских игр в Токио. Корейская спортсменка завоевала золотую медаль, победив в финале индианку Дипику Кумари. В последнем сете турнира Ан Сан сумела все три стрелы отправить в «десятку».
В 2019 году Ан Сан приняла участие на чемпионате Азии в Бангкоке, но не сумела завоевать медаль, завершив турнир на восьмом месте в индивидуальном первенстве.
Перед Олимпийскими играми в Токио, которые из-за коронавируса были перенесены на 2021 год, Ан Сан завоевала серебро на домашнем этапе Кубка Азии в Кванджу. Она уступила соотечественнице Чан Мин Хи в финале, которая сумела завершить турнир 30 очками в сете.
Ан Сан завоевала три золотые медали на летних Олимпийских играх 2020 года в женской команде (с Чан Мин Хи и Кан Чхэ Ён), дебютировавшей на Играх смешанной команде (с Ким Дже Доком) и индивидуальном зачете, став первой лучницей в истории Игр, сделавшей это на одной Олимпиаде. В полуфинале смешанного командного олимпийского турнира в Токио внимание привлекла так называемая «стрела Робин Гуда», в которой стрела Ан Сан проникает сквозь стрелу, выпущенную напарником по команде Ким Дже Доком. Стрелы были подарены Международным олимпийским комитетом вместе с формой двух спортсменов и выставлены в Олимпийском музее МОК в Лозанне, Швейцария. В индивидуальном первенстве Ан Сан выиграла в финале у россиянки Елены Осиповой. Ан также установила новый олимпийский рекорд, набрав 680 очков в индивидуальном зачете по стрельбе из лука среди женщин — предыдущий рекорд в 673 очка был установлен украинкой Линой Герасименко на летних Олимпийских играх 1996 года.
На чемпионате мира 2021 года в Янктоне Ан Сан завоевала две золотые медали: в командном первенстве среди женщин и в миксте. В индивидуальном первенстве она уступила в полуфинале американке Кейси Кауфхолд, но затем в малом финале победила мексиканку Алехандру Валенсию и стала бронзовым призёром.